# Îngerii în islam și în tradiția islamică

Îngerii, ca mesageri între Dumnezeu și oameni, sunt întâlniți la toate cele trei religii monoteiste (iudaism, creștinism, islam). În islam ei au atribuția de a face legătura între tărâmurile sacre si cele pământene: „Dumnezeu a ales trimiși dintre îngeri și dintre oameni.”, sura XXII, versetul 75. Cuvântul arab pentru „înger” este malak (cuvânt întâlnit de treisprezece ori în Coran), cu forma de plural malā’ika. Acest cuvânt provine din rădăcina arabă care înseamnă „a sprijini, a ajuta” sau „adunare, ansamblu".

## Diferența dintre îngeri și djinni
În Coran se vorbește despre crearea omului din țărână, și crearea djinnilor din foc, însă nu se vorbește despre crearea îngerilor. Există, oricum, un  ḥadīṯ al soției Profetului, ‘A’iša, conform căruia Profetul a spus că djinnii sunt creați din foc, nār, iar îngerii sunt creați din lumină, nūr. Acest lucru arată că îngerii sunt ființe imateriale, și mai mult, că îngerii și djinnii sunt două clase diferite de ființe, și că este o greșeală să fie considerate ca aparținând aceleiași clase. În timp ce îngerii sunt mesageri ai lui Dumnezeu către profeții săi, djinnii, ca și restul omenirii, primesc revelațiile prin profeți: „Am întors la tine o ceată de djinni ca să asculte Coranul și când se înfățișară spuseră: Tăceți! Și după ce se sfârși, se întoarseră la poporul lor ca să-i predice.”, sura XLVII, versetul 29. Se menționează în mai multe pasaje că îngerii au toate virtuțile spirituale, și niciuna dintre insuficiențele oamenilor. 

## Caracteristici
În Coran se spune că îngerii sunt „trimiși cu două, trei, sau patru aripi” (sura XXXV, versetul 1). Referința la numărul aripilor este pusă în legătură cu numărul rugăciunilor pe care credinciosul trebuie să le efectueze zilnic. În timpul rugăciunii, omul se ridică la o eminență spirituală și îngerii îl ajută să zboare către Dumnezeu pe aripile sale, de aceea ei stau lângă oameni în timpul rugăciunii. Descrierea lor ca trimiși are legătură cu funcția lor spirituală de purtători ai mesajelor divine. În general, îngerii sunt reprezentați cu aripi, dar, în religia islamică, nu este corect să se asocieze aripile obișnuite (în arabă ğanāḥ) cu aceste entități. Aripa este un simbol al puterii, iar în limba arabă are o varietate de sensuri, de la aripa păsărilor, latură, până la protecție ; în Coran cuvântul ğanāḥ este folosit cu sens metaforic: “Aripa ta coboar-o asupra credincioșilor”, însemnând “Ai grijă de ei, ocrotește-i”. Însă ființele imateriale precum îngerii, din moment ce sunt create din lumină, nu pot avea aripi materiale, așadar acestea reprezintă doar un simbol. În niciun caz nu se poate spune că au înfățișare feminină, și nici nume feminine, întrucât întreprind acțiuni specifice mai degrabă naturii masculine.
Numărul total al îngerilor este necunoscut, iar puterea lor e limitată: „Câți îngeri sunt în cer? Mijlocirea lor nu va sluji la nimic decât după ce Dumnezeu îngăduie aceasta pentru cine voiește El și pentru cel de care El este mulțumit.”, sura LIII, versetul 26.

Se crede uneori că ființe imateriale, precum îngerii, pot lua orice formă doresc, însă Coranul nu afirmă această idee. Din contră, oponenților Profetului care vor să vadă un înger, li se răspunde că nu pot fi văzuți: „Dacă pe pământ ar fi fost îngeri care să umble în tihnă, atunci am fi pogorât din cer asupra lor un înger ca trimis”, sura XVII, versetul 95. De două ori este relatat în Coran faptul că îngerii trimiși la musulmani nu au fost văzuți: „Dumnezeu a coborât apoi  Sakina Sa asupra trimisului Său și asupra credincioșilor, precum a pogorât și oștiri nevăzute.”, sura IX, versetul 26, „Când oștirile veneau asupra voastră, Noi am trimis asupra lor furtună și oștiri nevăzute.”, sura XXXIII, versetul 9.

Conform lui Ibn Māğah, citat în A Dictionary of Islam, mâncarea îngerilor este celebrarea gloriei lui Dumnezeu, băutura lor - proclamarea sfințeniei Sale, conversația lor - comemorarea lui Dumnezeu, plăcerea lor - venerarea Sa. 

Deși se spune că îngerii sunt ființe, ei nu sunt înzestrați cu puteri de discriminare, ca cele ale oamenilor; funcția lor este să se supună și nu pot să nu asculte voința divină. Coranul spune că „Îngeri uriași și aprigi veghează asupra Focului, iar ei nu nesocotesc porunca lui Dumnezeu, ci fac întocmai ce li se poruncește.”, sura LXVI, versetul 6. Și în măsura în care omul este înzestrat cu voință, iar îngerul nu, omul este superior îngerului, superioritate evidentă și din faptul că îngerilor li s-a comandat să i se supună: „Când Noi am spus îngerilor: Aruncați-vă cu fața la pământ înaintea lui Adam!, ei s-au aruncat, afară de Iblis, care a refuzat cu trufie, căci era dintre cei tăgăduitori.”, sura II, versetul 34.

Credința în îngeri este o credință de bază în islam, a doua ca ordine după credința în Dumnezeu: „cuvios este cel care crede în Dumnezeu, în Ziua de Apoi, în îngeri, în Carte și în profeți”, sura II, versetul 177. Creatorul lumii a dezvăluit numele și îndatoririle unora dintre îngeri; un musulman trebuie să creadă în existența lor.  

Atunci când Dumnezeu a creat omul, i-a spus acestuia că va deveni stăpân peste lume și că asupra sa va cădea responsabilitatea, nu asupra îngerilor, și nici a djinnilor. Acest lucru nu i-a fost pe plac unui djinn, iar când Dumnezeu a făcut cunoscut planul său, acest djinn a încercat să îi influențeze pe îngeri împotriva planului, în urma căruia omul era superior. Îngerii însă L-au ascultat pe Dumnezeu, iar djinnul (Satan) a căzut din grația Sa. 

În Coran se menționează că Satan fusese înger, și numai după ce refuză să se supună omului, pe motivul că el e format din lumină (element pe care îl consideră superior țărânei din care e creat omul), este decăzut din gradul de înger la cel de djinn, e blestemat și rolul său e redus la conducerea oamenilor în păcat: „Când Domnul tău spuse îngerilor: Eu voi crea un om din lut, dintr-un glod ușor de frământat, după ce îi voi desăvârși chipul și voi sufla în el din Duhul Meu, aruncați-vă cu fața la pământ înaintea lui. Toți îngerii, laolaltă, se aruncaseră cu fața la pământ, afară de Iblis care a refuzat să fie cu cei care se aruncă cu fața la pământ!”, sura XV, versetele 28-31.

Îngerii intervin pentru oameni: „Aproape că cerurile se frâng din înălțimea lor, când îngerii îl preamăresc pe Domnul lor și Îi cer iertare pentru cei de pe pământ”, sura XLII, versetul 5.  De asemenea, ei îi păzesc: „Îngerii sunt legați de pașii omului: înaintea și înapoia lui, ei îl păzesc, cu poruncă de la Dumnezeu.”, sura XIII, versetul 11. Se crede că la bătălia de la Badr, ei i-au ajutat pe musulmani împotriva forțelor superioare ale meccanilor.

Conform tradițiilor, alți îngeri merg în locurile unde oamenii se roagă lui Dumnezeu, unde sunt lecturi religioase sau e citit Coranul, iar apoi Îl anunță pe Dumnezeu cine a participat; unii îngeri participă la rugăciunile din timpul zilei, iar seara sunt înlocuiți de alții. În prezența lor, poate fi simțită o senzație de pace și iubire, și ajută la construirea atmosferei de venerare: „noi vă suntem vouă oblăduitori în Viața de Acum și Viața de Apoi”, sura XLI, versetul 31. Deși oamenii nu-i pot vedea, se întâmplă uneori ca oameni sensibili să devină conștienți de prezențele lor, care le ghidează și veghează viețile. Îngerii îi ajută pe credincioși împotriva dușmanilor: „Tu spuneai credincioșilor: Nu vă ajunge că Domnul vostru vă ajută cu trei mii de îngeri pogorâți asupra voastră?”, sura III, versetul 124; se roagă pentru binecuvântarea profetului: „Dumnezeu și îngerii îl binecuvântează pe Profet”, sura XXXIII, versetul 56. Un înger are o legătură strânsă cu viața unui om, chiar din pântece, până la moarte, și chiar după ea, în progresul spiritual spre Paradis sau în tratamentul spiritual în Infern.

## Principalii îngeri
Sunt opt îngeri care susțin tronul lui Dumnezeu: „Îngerii se vor ține de marginile lui, iar opt dintre ei vor purta Tronul Domnului în Ziua aceea.”, sura LXIX, versetul 17. Aceștia se roagă pentru credincioși: „Cei care poartă Tronul și cei dimprejurul lui, Îl preamăresc cu laudă pe Domnul lor. Ei cred în El, și Îi cer iertarea pentru cei care cred: Domnul nostru! Tu, Cel care cuprinzi totul în milostivenia și știința Ta, iartă-le celor care se căiesc și urmează Calea Ta și păzește-i de osânda Iadului!”, sura XL, versetul 7.  Nouăsprezece au în grijă iadul: „iar asupra lui sunt nouăsprezece [păzitori]. Am pus păzitori ai Focului numai îngeri și n-am făcut din numărul lor decât o încercare pentru cei care au tăgăduit”, sura LXXIV, versetele 30-31. Tradiția islamică spune că păzitorul paradisului este un înger care se numește Riḍwān.

Fiecare credincios este urmat de doi îngeri, numiți Kirāmu ’l kātibīn, unul care îi înregistrează faptele bune, celălalt faptele rele. Nimic din ceea ce face o persoană nu este neștiut, nevăzut, sau uitat. Aceste fapte vor fi dezvăluite în Ziua Judecății. La finalul rugăciunilor formale, musulmanii se întorc spre dreapta, iar apoi spre stânga, mulțumind celor doi îngeri, care se consideră că se află deasupra umerilor (îngerul care înregistrează faptele bune aflându-se în partea dreaptă).

De asemenea, există doi îngeri, Munkar și Nakīr, care examinează faptele, o dată ce credinciosul ajunge in mormânt. Îngerul care are în grijă iadul se numește Mālik, iar subordonații săi se numesc Zabāniya, sau paznici. În Ziua Judecății, „Fiece suflet va veni cu un îmbolditor și cu un martor.”, sura L, versetul 21. Îmbolditorul, sā’iq, este acela care face sugestii rele și conduce omul către o stare de degradare, iar martorul, šahīd, este îngerul care îl ajută pe om să aibă un sfârșit bun și nobil.

Patru îngeri sunt arhangheli (în limba arabă karūb, plural kārūbīm), și anume Ğabra’īl, îngerul revelațiilor, Mīka’īl, patronul Israeliților, Isrāfīl, îngerul care va suna din trompetă în Ziua Judecății, și ’Izrā’īl, sau ’Azrā’īl, îngerul morții (malaku ’l-mawt, care vine la om în ceasul morții sale și îi ia sufletul din trup: „Îngerul morții căruia i-ați fost încredințați vă va culege, apoi la Domnul vostru veți fi întorși.”, sura XXXII, versetul 11).

Ğabra’īl este cel mai notabil, menționat frecvent și în literatura preislamică. Numele său înseamnă „Dumnezeu este puterea mea”. El poate să ruineze un munte cu o singură pană și să zboare din rai pe pământ într-o oră. Este câteodată menționat ca „spiritul adevărului - rūḥ al-amīn” sau ca „sfântul spirit - rūḥ al-qudus”, dar al doilea termen are un înțeles diferit de cel din creștinism, unde este membru al Sfintei Treimi. 

Ğabra’īl este cel care a revelat Coranul profetului Muḥammad, prima dată în Noaptea Puterii (Noaptea Destinului), Laylatu ’l-Qadr, când i-a cerut acestuia să recite Coranul, dar și mai târziu. O dată a luat înfățișarea unui călător, descris ca „un om ale cărui haine erau extrem de albe și al cărui păr era extrem de negru” .  I-a vorbit lui Muḥammad cu o voce umană obișnuită și l-a întrebat despre islam, și nimeni în afară de profet nu și-a dat seama cine era. Altă dată, profetul i-a văzut „adevăratul aspect”, cu 600 de aripi.

Este adevărat că i-a adus profetului mesajul divin, dar profetul i-a simțit doar prezența spirituală, nu l-a privit cu ochiul fizic. Câteodată, când îngerul venea cu formă de om, profetul auzea cuvintele revelației doar cu ajutorul unui clopot; totuși, cei care stăteau lângă el, deși conștienți că profetul iși schimbă starea, nu puteau să vadă îngerul sau să audă revelația. Se relatează că o dată profetul i-a spus soției ‘A’iša „aici este Ğabra’īl care te salută” , în schimb ea nu îl vedea.

El apare și la alți profeți: conform tradiției islamice, s-a înfășișat de 12 ori lui Adam, de 50 de ori lui Noe, lui Moise de 400 de ori, iar lui Iisus de 10 ori. Dar Muḥammad deține recordul, cu 23000 (sau 24000, sau 27000, în funcție de sursă) de vizite.

Mīka’īl este menționat alături de Ğabra’īl în sura II, versetul 98: „Cel care este vrăjmaș lui Dumnezeu, îngerilor Săi, trimișilor Săi, lui Gabriel și lui Mihail, să știe că Dumnezeu este vrăjmașul tăgăduitorilor”. El poartă același rol (are aceeași importanță) pentru evrei, similar cu cel pe care Ğabra’īl îl are pentru musulmani. Numele său înseamnă „cine este ca Dumnezeu – mi ka ’El”.

Ismā’īl este îngerul despre care se spune că l-a însoțit pe Ğabra’īl, în ultima vizită la profet, când acesta se afla pe patul de moarte. De asemenea, se spune că el comandă o sută treizeci de îngeri.